# Pseudomonas syringae
Pseudomonas syringae je paličasta, gramnegativna bakterija s polarnimi bički, uvrščena v rod Pseudomonas. Bakterija je en najpomembnejših in najbolj preučenih rastlinskih patogenov, do sedaj je bilo opisanih 60 različnih patovarov, ki okužujejo številne rastlinske vrste. 
Na podlagi analize sekvence 16S rRNA in filogenetski analizi 494 genomov iz rodu Pseudomonas, P. syringae ne tvori monofiletske vrste, temveč spada v širšo evolucijsko skupino, ki vključuje P. avellanae, P. savastanoi, P. amygdali in P. cerasi. Nadaljnja analiza analiza je pokazala da genom skupine P. syringae obsega 2944 jedrnih proteinov. Znotraj skupine je število proteinov nihalo med 4973 in 6026 (s povprečjem 5465), razmerje GC pa 58% in 59,3 % (s povprečjem 58,6 %).
Bakterija lahko raste na površini rastlin kot epifit ali znotraj rastlinskih tkiv kot endofit, slednji način rasti je vzrok za bolezenske spremembe rastlinskega tkiva (nekroza rastlinskega tkiva, ki je pogosto obdana s kloroznim tkivom). Patogenost bakterije je odvisna predvsem od sposobnosti izogibanja imunskemu odzivu rastlinskega gostitelja, kar bakterija doseže z uporabo efektorjev, ki so povezani s sistemom izločanja tipa 3 (ang. type 3 effectors – T3Es). Glavno vlogo pri izogibanju imunskemu odzivu rastline igra 5 efektorjev, ki predstavljajo jedrne efektorje, ki omogočijo P. syringae kolonizacijo apoplasta: 
- AvrPtoB: zavira delovanje receptorjev za prepoznavanje vzorcev (ang. patern-recognising receptors – PRR) s čimer onemogoči prepoznavanje mikrobnih molekulskih vzorcev, ki sprožijo imunski odziv rastline.
- HopE1: deluje na mikrotubule z zaviranjem z mikrotubuli povezanega proteina (MAP65).
- HopG1: deluje na aktinske filamente z zaviranjem kinaze.
- HopAM1: inducira hipersensitivnost na abscizinsko kislino, s čimer poveča virulenco v sušnih razmerah.
- HopN1: deluje na kloroplastni protein fotosistema II podenoto Q (PsbQ).

P. syringae je sposobna sinteze proteinov, ki pospešujejo nukleacijo ledenih kristalov (ang. ice nucleation active proteins – INA), ki povzročijo, da voda v rastlinah zmrzne pri višjih temperaturah (od -1,8 °C do -3,8 °C), kar poškoduje rastlinsko tkivo in posledično omogoča bakteriji vstop v apoplast. Ti proteini igrajo pomembno vlogo tudi pri nastajanju oblakov ter snega, kjer bakterije služijo kot nukleacijska jedra za kondenzacijo vode in tvorbo ledenih kristalov.
P. syringae je pomemben modelni organizem za raziskovanje molekularnih interakcij med rastlinami in patogeni.